# Emma Trott
Emma Trott (* 24. Dezember 1989 in Cheshunt) ist eine britische Radsporttrainerin und ehemalige Radrennfahrerin.

## Sportlicher Werdegang
Von 2008 bis 2014 bis Emma Trott im Leistungsradsport aktiv. In dieser Zeit gewann sie jeweils eine Etappe der Tour de Feminin – O cenu Českého Švýcarska (2009) sowie von  Etappe Gracia Orlová (2010). Im Jahr 2012 wurde sie Dritte der britischen Straßenmeisterschaft. 2014 erklärte sie ihren Rücktritt vom aktiven Radsport. Als Gründe für ihren Rücktritt wurde ihre Partnerschaft mit der neuseeländischen Radsportlerin Linda Villumsen genannt, mit der sie künftig in Neuseeland zusammenleben wollte, sowie der Tod von zwei nahen Freunden.

## Privates und Berufliches
Emma Trott ist die ältere Schwester der Radsportlerin Laura Kenny. Kommentare von ihr zu den olympischen Erfolgen ihrer Schwester Laura im Jahre 2016 wurden in der Öffentlichkeit als „verbittert“ und „neidisch“ interpretiert; Laura Kenny nahm ihre Schwester gegen diese Vorwürfe in Schutz.
2018 kehrte Trott nach Großbritannien zurück und war bis 2023 als Ausdauertrainerin des Verbandes British Cycling tätig. Sie trainierte unter anderen Zoe Bäckstedt. Zur Saison 2024 nahm sie eine Tätigkeit als Sportdirektorin des Teams EF Education-Cannondale auf.

## Erfolge

### Straße
2009
- eine Etappe Tour de Feminin – O cenu Českého Švýcarska

2010
- eine Etappe Gracia Orlová